# Натерс
Натерс (нім. Naters) — місто  в Швейцарії в кантоні Вале, округ Бріг.

## Географія
Місто розташоване на відстані близько 85 км на південний схід від Берна, 50 км на схід від Сьйона.
Натерс має площу 147,2 км², з яких на 1,8% дозволяється будівництво (житлове та будівництво доріг), 17,7% використовуються в сільськогосподарських цілях, 13,8% зайнято лісами, 66,7% не є продуктивними (річки, льодовики або гори).

## Демографія
2019 року в місті мешкало 10 175 осіб (+12,5% порівняно з 2010 роком), іноземців було 14,8%. Густота населення становила 69 осіб/км².
За віковим діапазоном населення розподілялося таким чином: 18,7% — особи молодші 20 років, 60,2% — особи у віці 20—64 років, 21,1% — особи у віці 65 років та старші. Було 4571 помешкань (у середньому 2,2 особи в помешканні).
Із загальної кількості 2383 працюючих 219 було зайнятих в первинному секторі, 492 — в обробній промисловості, 1672 — в галузі послуг.